# Bölcsőde
A bölcsőde a 3 évnél fiatalabb gyermekek nappali gondozására, nevelésére és ellátására szakosodott intézmény. A bölcsődék nem az oktatási, hanem egészségügyi-gyermekjóléti intézményrendszerhez tartoznak. Külföldön egyes országokban nincs kimondottan 3 év alattiaknak létrehozott intézmény, az óvodák és bölcsődék mintegy összevontan működnek, és számos országban nincs államilag finanszírozott ellátás sem, mindenért fizetni kell.

## Története

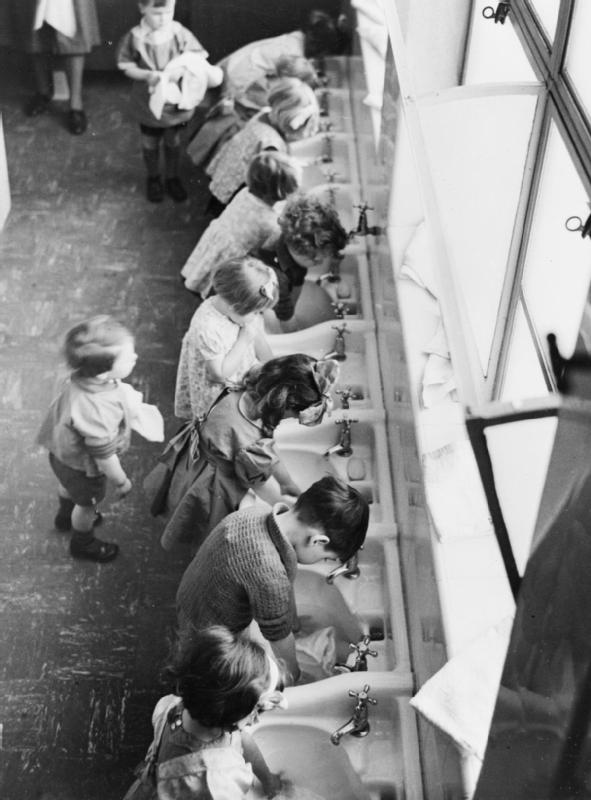
Bölcsőde London Tottenham körzetében, 1940-ben.

Az első bölcsődét 1844. november 14-én nyitották meg Párizs I. kerületében, egy francia filantróp, a város akkori polgármestere, Jean Baptiste Firmin Marbeau kezdeményezésére (a magyar források zöme egy bizonyos François Marbeaura hivatkozik). Az intézmény neve La Créche volt, Jézus jászolbölcsőjére emlékezve.  Az intézményt a gyári nagyipar kialakulása hívta életre: elsősorban a női munkaerőt igénylő gyárak vonzáskörzetében hoztak létre bölcsődéket. 1846-ban nyílt meg Belgium első bölcsődéje, majd Ausztriában és Dániában 1849-ben nyíltak meg az első hasonló intézmények.

### Magyarországon
Habsburg–Tescheni Albert főherceg Magyarország kinevezett főkormányzójaként kezdett szervezkedni egy úgynevezett bölcsőház létrehozása érdekében, melynek eredményeként egy évvel később létre is jött Brunszvik Júlia (az óvodaalapító Brunszvik Teréz unokahúga) vezetésével a Pesti Első Bölcsőde Egylet, mely 1852. április 21-én nyitotta meg az ország első bölcsődéjét. Ugyanebben az évben Franciaországban 300, Párizsban 18 bölcsőde működött, 1873-ig Magyarországon mindössze tíz bölcsőde nyílt, és többségük addigra be is zárt (Budán és Pesten a húsz év alatt megnyílt hét bölcsődéből három működött akkor). A férfiak reálbérének csökkenése, és az első világháború tömeges női munkaigénye különös jelentőséget adott ezeknek az intézményeknek, s világszerte létrejöttek az úgynevezett gyári bölcsődék, ahova az anyák munkaidőben is bemehettek szoptatni - Olaszországban még az 1920-as években is kötelezte az ipartörvény a munkáltatókat, hogy a női munkaerőt foglalkoztató üzemek területén bölcsődét tartsanak fenn.

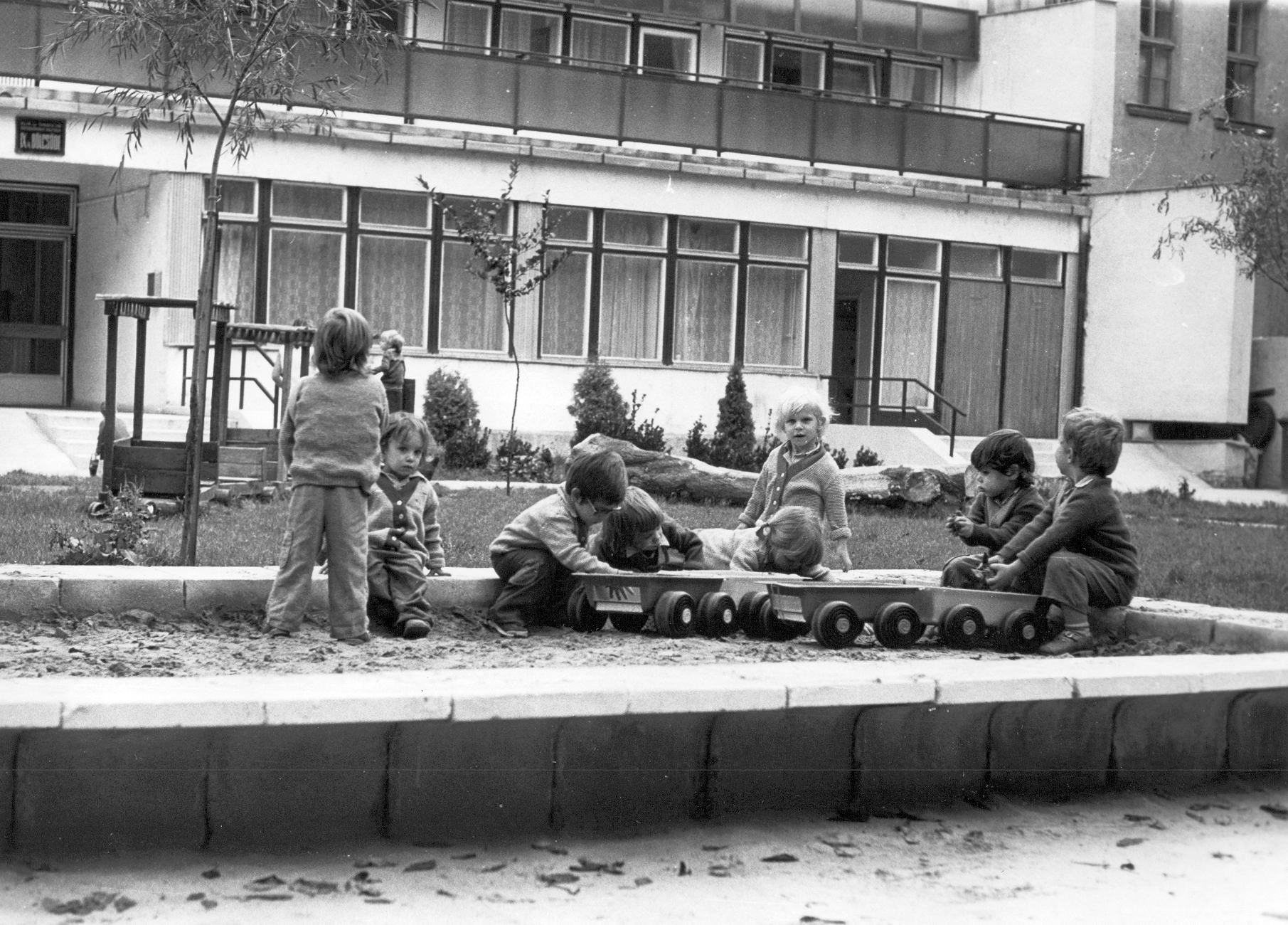
Bölcsődések Budapesten a ferencvárosi Ráday utca 46. alatti bölcsőde homokozójában 1981-ben.

1915-ben alakult meg az Országos Stefánia Szövetség (névadója Stefánia belga királyi hercegnő), mely kiépítette a védőnői szolgálatot, és a csecsemőgondozás területén fejtett ki jelentős munkát. A szövetség 8 fővárosi és 8 vidéki bölcsődét nyitott, illetve tartott fenn 1930-ig. Áttörést a második világháború befejezését követő politikai változás hozott: 1948-ban kormányrendelet írta elő bölcsődék létesítését. 1951-ben a bölcsődei férőhelyek számának 9000-re növeléséről döntöttek, 1955-ig további 17 000 férőhely létesült. Ezek az intézmények azonban a mennyiségi szemlélet hatására sok esetben nem feleltek meg a higiéniai és gondozási feltételeknek. 1954-ben jelent meg először olyan működési szabályzat, ami a napi gondozási feladatokat, a dolgozók munkarendjét és kötelezettségeit is tartalmazza. Az 1970-es évekig alakult ki a bölcsődék létesítésének, építésének, bútorozásának feltételrendszere. 1970-ben kezdte meg a működését a Bölcsődék Országos Módszertani Intézete (BOMI).
A bölcsődék visszafejlődésére a születések számának csökkenése, majd az ennek a tendenciának a megfordítására bevezetett gyermekgondozási díj is jelentős hatással volt - ez utóbbit 1985-ben vezették be, és lehetővé tette, hogy az anyák három évig otthon maradjanak a gyermekükkel, aki így nem szorult bölcsődei ellátásra. 1986-tól a hálózat közel 54 százalékát leépítették. A rendszerváltást követően a bölcsődét szükséges rossznak, a szocializmus csökevényének tartották. Az intézménytől való elfordulás divatján az önkormányzatoknak a bölcsődék működtetésére bevezetett állami normatív támogatás és az 1997-es gyermekgondozási törvény, illetve a családi napközik létrehozása tudott fordítani.

## A bölcsődék manapság

### Magyarországon
2016-ban a hároméves korosztály 17 százaléka járt bölcsődébe, az ekkor átalakított - 2017-ben bevezetett - családi napközi rendszer szerint a hagyományos, tíznél nagyobb létszámú csoportokkal működő, jellemzően önkormányzati fenntartású intézmények mellett mini, (tíznél kisebb létszámú csoportokkal), magánjellegű családi és munkahelyi bölcsődék működnek.

### Szlovákiában
Szlovákiában korábban három éves kor fölött is vihették a gyermekeket úgynevezett magánbölcsődékbe, az állam 2017-ben szigorította feltételeken, a bölcsődék ekkortól csak három éves korig gondozhatják a gyermekeket. A döntés hátterében az áll, hogy az állam uniós forrásokból bölcsődeépítési programot hirdetett.

### Németországban
Németországban 2013-ig csak a volt NDK-ban volt ismert fogalom a bölcsőde, Nyugat-Németországban ez a gondozási lehetőség szinte ismeretlen volt. 2008-ban kezdtek országos bölcsődehálózat kiépítésébe, melynek hatására 2013-ban alanyi joggá vált a szülők számára a bölcsődei elhelyezés lehetősége gyermekeik számára. Ekkor 709 ezer férőhely volt, és további 780 ezer hely létrehozását tervezték.

### Az Amerikai Egyesült Államokban

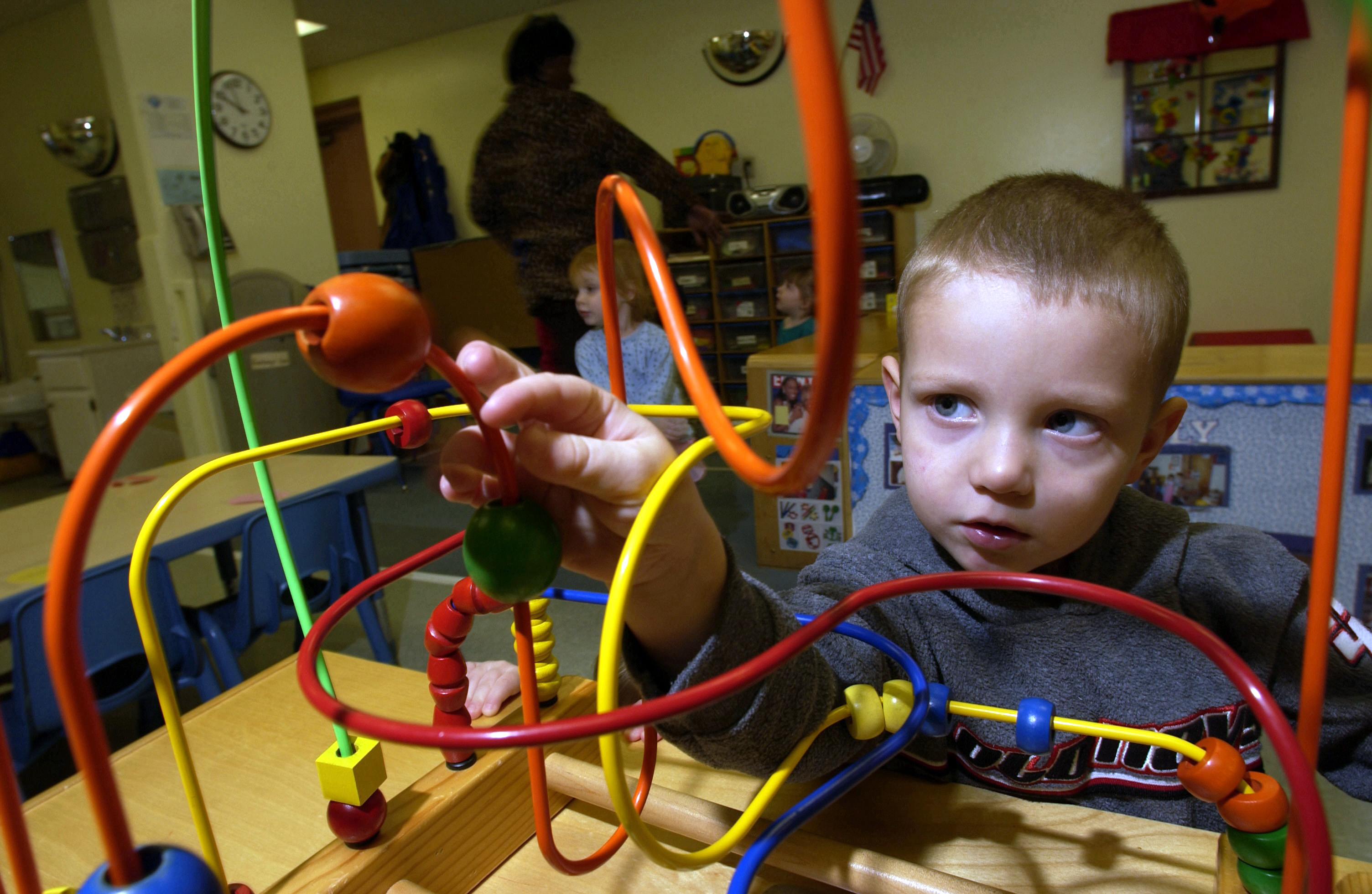
Az amerikai haditengerészet bölcsődéje a Shelby megyei Millingtonban (Tennessee állam), 2005-ben.

Az Amerikai Egyesült Államokban nincs gyermekgondozási segély, a nők a szülést követően hamar visszatérnek a munkaerőpiacra. A gyermekgondozási intézmények az iskolás kor eléréséig foglalkozhatnak a gyermekekkel, ám ezekért fizetni kell, és még az ottani keresetekhez viszonyítva is drágák. Mivel az intézmények szinte kizárólag magánkézben vannak, ezért nincs is szigorú életkori határ: nem csak bölcsődék, de összevont óvoda-bölcsőde jellegű intézmények is működnek, ahová nagyjából öt éves korig lehet vinni a gyerekeket. Olyan megoldás is létezik, hogy a szülők felváltva önkéntes munkát vállalnak a gondozók, óvodapedagógusok mellett. Az angolszász országokban a gyerekeknek játékos formában már két- három éves korban megtanítják a betűk felismerését.

### Japánban
Japánban kevésbé elterjedt a nálunk jól ismert bölcsőde, egész napos ellátást biztosító intézményből nagyon kevés van, jellemzőbb a fél napos, vagy csak néhány órás, gyermekmegőrző jellegű szolgáltatás, melyekért fizetni kell. Egyes japán munkahelyek biztosítanak bölcsődét a dolgozóiknak, ám a japán nők közül a szülés után kevesebben mennek vissza dolgozni főállásba, jellemzőbb, hogy otthon maradnak, vagy csak részállást vállalnak a gyermek kamaszkoráig. A gyermekes japán nők foglalkoztatási aránya annak ellenére is közelít Magyarországéhoz, hogy míg nálunk a gyes és gyed révén az anyák akár három évig is otthon maradhatnak a gyerekekkel, Japánban ilyen lehetőség nincs.

## Emlékek
- 1997-ben a Magyar Bölcsődék Egyesülete díjat alapított Akócsi Ágnes, a korábbi Népjóléti Minisztérium munkatársának emlékére Akócsi Ágnes-díj néven, hogy a bölcsődei területen dolgozókat - mintegy életműdíjként - elismerjék.[14]
- Az ország egyik legrégebbi bölcsődéje a Budapest VIII. Nagytemplom utca 3. szám alatti, Ybl Miklós tervezte házban működik 1877 óta. Az épület alagsorában rendezték be a Bölcsődei Múzeumot, mely 2002-ben nyitott.[15]